# ポーランド通信社
ポーランド通信社（Polska Agencja Prasowa S.A.、略称: PAP）は、ポーランドの通信社。

## 概要
ポーランド唯一の国営報道機関。国内外の政治・経済・社会・文化などについてのニュースおよび写真を提供している。法と正義(PiS)政権によるプロパガンダに加担したとの批判があり、2023年にPiSが野党に転落し市民プラットフォームが中心となって発足したドナルド・トゥスク政権下では見直しが急速に進められ、PiS寄りのアンジェイ・ドゥダ大統領が公共メディア向け歳出法案に拒否権を発動したことを受け、同年12月27日にバルトウォミェイ・シェンキェヴィチ文化相が公共放送であるポーランド・テレビとラジオ・ポーランド、そしてポーランド通信社を清算することを決定したと発表した。ただし営業そのものは継続され、必要な再編が行われ、従業員の解雇は回避できるとも述べ、清算状態はいつでも撤回できるとしている。

## 沿革
- 1918年：10月31日、ポーランド人記者数名がクラクフとリヴィウにあったオーストリア通信社の事務所を引き継ぎ、ポーランド電報通信社（Polska Agencja Telegraficzna、PAT）を設立。
- 1924年：PATが国営化。始めは電報での情報配信のみだったが、1928年からはニュース映像による情報の提供も開始した。
- 1939年：9月17日、ドイツ軍及びソ連軍のポーランド侵攻を受け、政府（ポーランド亡命政府）とともにポーランドを脱しパリで事業を再開。
- 1940年：PAT、拠点をロンドンに移す。
- 1944年：3月10日、ソ連で結成された親ソビエトのポーランド人組織「ポーランド愛国者同盟」が、ポーランド通信局「ポルプレス」（PAP Polpress）の設立をモスクワで発表。
- 1945年：ポルプレスが国営企業となり、ポーランド通信社（PAP）が発足。共産主義政権下の国営報道機関として、プロパガンダ的情報の発信を担う。
- 1991年：ポーランドの民主化に伴い、ポーランド通信社（PAP）はロンドンに亡命していたポーランド電報通信社（PAT）と合併。また、1951年設立の中央写真局もPAPに吸収合併された。
- 1993年：衛星通信局を開設。
- 1994年：コンピューターによる記事編集作業を開始。
- 1995年：インターネット上での情報配信サービス提供開始。
- 1997年：ポーランドでは初となる、紙媒体を用いずインターネット上のみでの日刊紙の提供を開始。
- 2005年：科学技術印刷所（DNT）を吸収合併。
- 2010年：6月14日、新たに取締役を選任。[2]
- 2023年：12月28日、バルトウォミェイ・シェンキェヴィチ（英語版）文化相精算すると発表[1]。